# Erdmann von Putbus
Friedrich Erdmann von Putbus (* 1576; † 22. Oktober 1622 auf Schloss Wildenbruch) war Kommendator in Wildenbruch, pommerscher Landrat, Hofmarschall und Kanzler.

## Leben
Erdmann war ein Sohn Ludwigs von Putbus (1549–1594) und Anna Maria Gräfin von Hohnstein (1558–1595). Seinem Vater folgte er als Erstgeborener sowohl in der Herrschaft Putbus, die er 1620 mit den Zargelitz nebst Pantow und Dalkevitz vereinigte, als auch in der Stellung des Johanniter-Komturs in Wildenbruch.
Bei einem Vertragsschluss zwischen Philipp Julius Herzog von Pommern-Wolgast und Stralsund 1604 wurde er als erster unter den Zeugen zudem als Hofmarschall und Kanzler des Herzogs genannt.
Er vermählte sich 1600 mit Sabine Hedwig Gräfin von Everstein (1579–1631), einer Tochter von Stephan Heinrich Graf von Everstein (1533–1613) und der Margarethe von Dietz (1544–1608). Aus der Ehe gingen zwei Kinder hervor:
1. Philipp Ludwig (1602–1638), schwedischer Oberst
2. Anna Margarethe (1604–1645); ⚭ 1623 Siegmund Seyfrid Graf von Promnitz (1595–1654), Landvogt der Niederlausitz

In der Maria-Magdalena-Kirche in Vilmnitz ließen die Eheleute 1602 ein Epitaph errichten, begraben wurde Friedrich Erdmann jedoch in Wildenbruch, seine Ehefrau in Sorau.